# Assault Girls
Assault Girls (アサルトガールズ) es un largometraje de acción en vivo de ciencia ficción japonés de 2009 escrito y dirigido por Mamoru Oshii. Fue lanzado en Japón el 19 de diciembre de 2009.

## Sinopsis
La película fue desarrollada como una secuela espiritual de los cortometrajes Assault Girl: Hinako The Kentucky y Assault Girls 2 dirigidos por Oshii como parte de las colecciones de cortometraje Shin-Onna Tachiguishi Retsuden y Rebellion: The Killing Isle respectivamente. También se desarrolla en el mismo universo ficticio que la película de Oshii Avalón 2001, pero no es una secuela directa. [1] A raíz de la guerra termonuclear global, tres mujeres sometidas a pruebas de batalla libran una guerra contra gigantescas ballenas de arena mutantes en la arena Avalon(f) de un videojuego de realidad virtual llamado Avalon . Todos ellos buscan matar a "Madara Sunakujira", el jefe final de la arena, pero descubren que, a pesar de sus altos niveles, no pueden enfrentarlo solos como desean, lo que los obliga a formar un grupo para derrotarlo juntos. "Gray", una francotiradora que viaja volando en su propio avión, "Lucifer", una chica vestida de negro que puede convertirse en un cuervo gigante y usa hechizos mágicos, "Coronel", una mujer con una armadura color burdeos que usa un FN FAL con M203 y "Jäger", un vagabundo que usa un poderoso rifle de francotirador y confía en su suerte (a pesar de que el Game Master le dice que su estadística de suerte es muy baja). Los cuatro derrotan a Madara, pero desafortunadamente para Jäger, solo la primera persona en entregar la misión obtiene los puntos, todas las chicas tienen transportes voladores mientras que él se queda a pie. Enfadado, Jäger los derriba a todos y se declara " asesino de jugadores ", y todos se involucran en un tiroteo.

## Elenco
- Meisa Kuroki - Gris
- Rinko Kikuchi como Lucifer
- Hinako Saeki - Coronel
- Yoshikatsu Fujiki - Jäger
- Ian Moore - Director de juego/Narración
- Isao Keneko - NEET
- Takanori Tsujimoto - NEET